# Mesambria
Mesambria is een geslacht van rechtvleugeligen uit de familie veldsprinkhanen (Acrididae). De wetenschappelijke naam van dit geslacht is voor het eerst geldig gepubliceerd in 1878 door Stål.

## Soorten
Het geslacht Mesambria omvat de volgende soorten:
- Mesambria elegans Ramme, 1941
- Mesambria ferrugata Brancsik, 1893
- Mesambria maculipes Stål, 1878
- Mesambria punctaria Walker, 1870
- Mesambria rectangularis Ramme, 1941
- Mesambria trapezina Ramme, 1941